# Thierry Lambrigger
Thierry Lambrigger (* 1985 im Wallis) ist ein Schweizer Wasserski-Sportler.
Er wuchs in Zug auf und ist Mitglied des Schweizer Nationalkaders. Er startet für den Wasserski Club Cham.

## Sportliche Karriere
Lambrigger ist Mitglied des Nationalkaders, dreifacher EM-Medaillengewinner und mehrfacher Schweizer Meister im Wasserski. Darüber hinaus nahm er seit 1999 an sechs Europameisterschaften und drei Weltmeisterschaften teil.

## Erfolge

### Europameisterschaften
- Silber 2004 Schweden U21
- Bronze 2003 London Bronze U21
- Bronze 2002 Griechenland Bronze U21

- 7. Rang 2008 Fargersta Open
- 5. Rang 2005 Orthez U21
- 4. Rang 2002 Brüssel Junioren
- 5. Rang 2001 Lendorf/Kärnten Junioren
- 6. Rang 2000 Prag Junioren
- 5. Rang 1999 Griechenland Dauphins

### Weltmeisterschaften
- 9. Rang 2005 Feldberg U21
- 6. Rang 2002 Chile Junioren
- 9. Rang 2000 Griechenland Junioren

### Swiss Ranking
- 2013 Nr. 1 Open Trickboard
- 2011 Nr. 1 Open Trickboard
- 2010 Nr. 1 Open Trickboard
- 2009 Nr. 1 Open Trickboard
- 2008 Nr. 1 Open Trickboard
- 2007 Nr. 2 Open Trickboard
- 2005 Nr. 1 Open Trickboard